# Osmia notata
Osmia notata är en biart som först beskrevs av Fabricius 1804.  Osmia notata ingår i släktet murarbin, och familjen buksamlarbin. Inga underarter finns listade i Catalogue of Life.